# Lista över fornlämningar i Kungsbacka kommun (Onsala)
Lista över fornlämningar i Kungsbacka kommun (Onsala) är en förteckning av ett urval av de fornlämningar som finns i Onsala i Kungsbacka kommun.
| Namn                             | Lämningstyp                 | Tillkomsttid | Historisk indelning | Plats | Läge                 | ID-nr          | Bild                                      |
| -------------------------------- | --------------------------- | ------------ | ------------------- | ----- | -------------------- | -------------- | ----------------------------------------- |
| Onsala 6:1                       | Stensättning                |              | Onsala, Halland     |       | 57.415927, 12.026082 | 10148200060001 | Ladda upp en bild av detta fornminne      |
| Klockehögen (Onsala 7:1)         | Stenkrets                   |              | Onsala, Halland     |       | 57.415383, 12.020040 | 10148200070001 | Ladda upp en bild av detta fornminne      |
| Klockehögen (Onsala 7:2)         | Grav markerad av sten/block |              | Onsala, Halland     |       | 57.415378, 12.020131 | 10148200070002 | Ladda upp en bild av detta fornminne      |
| Klockehögen (Onsala 7:3)         | Stensättning                |              | Onsala, Halland     |       | 57.415113, 12.020422 | 10148200070003 | Ladda upp en bild av detta fornminne      |
| Klockehögen (Onsala 7:4)         | Grav markerad av sten/block |              | Onsala, Halland     |       | 57.414914, 12.020104 | 10148200070004 | Ladda upp en bild av detta fornminne      |
| Klockehögen (Onsala 7:5)         | Stensättning                |              | Onsala, Halland     |       | 57.414964, 12.020619 | 10148200070005 | Ladda upp en bild av detta fornminne      |
| Klockehögen (Onsala 7:7)         | Stensättning                |              | Onsala, Halland     |       | 57.414726, 12.021125 | 10148200070007 | Ladda upp en bild av detta fornminne      |
| Klockehögen (Onsala 7:8)         | Stenkrets                   |              | Onsala, Halland     |       | 57.414412, 12.021201 | 10148200070008 | Ladda upp en bild av detta fornminne      |
| Onsala 11:1                      | Hög                         |              | Onsala, Halland     |       | 57.411363, 12.010132 | 10148200110001 | Ladda upp en bild av detta fornminne      |
| Onsala 12:1                      | Hög                         |              | Onsala, Halland     |       | 57.409776, 12.000899 | 10148200120001 | Ladda upp en bild av detta fornminne      |
| Onsala 13:1                      | Hög                         |              | Onsala, Halland     |       | 57.408335, 12.005049 | 10148200130001 | Ladda upp en bild av detta fornminne      |
| Onsala 14:1                      | Röse                        |              | Onsala, Halland     |       | 57.395175, 11.918283 | 10148200140001 | Ladda upp en bild av detta fornminne      |
| Onsala 17:1                      | Fiskeläge                   |              | Onsala, Halland     |       | 57.392838, 11.919639 | 10148200170001 | Ladda upp en bild av detta fornminne      |
| Onsala 18:1                      | Stensättning                |              | Onsala, Halland     |       | 57.391070, 12.002037 | 10148200180001 | Ladda upp en bild av detta fornminne      |
| Onsala 18:2                      | Stensättning                |              | Onsala, Halland     |       | 57.390857, 12.002066 | 10148200180002 | Ladda upp en bild av detta fornminne      |
| Onsala 18:3                      | Stensättning                |              | Onsala, Halland     |       | 57.390877, 12.001815 | 10148200180003 | Ladda upp en bild av detta fornminne      |
| Onsala 22:1                      | Stensättning                |              | Onsala, Halland     |       | 57.386587, 12.008396 | 10148200220001 | Ladda upp en bild av detta fornminne      |
| Onsala 23:1                      | Stensättning                |              | Onsala, Halland     |       | 57.388006, 12.010009 | 10148200230001 | Ladda upp en bild av detta fornminne      |
| Onsala 24:1                      | Röse                        |              | Onsala, Halland     |       | 57.385040, 12.015708 | 10148200240001 | Ladda upp en bild av detta fornminne      |
| Onsala 28:1                      | Röse                        |              | Onsala, Halland     |       | 57.354296, 11.995036 | 10148200280001 | Ladda upp en bild av detta fornminne      |
| Onsala 30:1                      | Röse                        |              | Onsala, Halland     |       | 57.344077, 11.996374 | 10148200300001 | Ladda upp en bild av detta fornminne      |
| Onsala 31:1                      | Röse                        |              | Onsala, Halland     |       | 57.356700, 11.985832 | 10148200310001 | Ladda upp en bild av detta fornminne      |
| Onsala 34:1                      | Stensättning                |              | Onsala, Halland     |       | 57.358019, 12.001693 | 10148200340001 | Ladda upp en bild av detta fornminne      |
| Onsala 35:1                      | Röse                        |              | Onsala, Halland     |       | 57.371686, 11.990580 | 10148200350001 | Ladda upp en bild av detta fornminne      |
| Onsala 36:1                      | Röse                        |              | Onsala, Halland     |       | 57.384565, 11.984258 | 10148200360001 | Ladda upp en bild av detta fornminne      |
| Onsala 37:1                      | Röse                        |              | Onsala, Halland     |       | 57.380665, 11.992463 | 10148200370001 | Ladda upp en bild av detta fornminne      |
| Onsala 38:1                      | Röse                        |              | Onsala, Halland     |       | 57.392753, 11.976801 | 10148200380001 | Ladda upp en bild av detta fornminne      |
| Onsala 38:2                      | Stensättning                |              | Onsala, Halland     |       | 57.392515, 11.977307 | 10148200380002 | Ladda upp en bild av detta fornminne      |
| Onsala 38:3                      | Stensättning                |              | Onsala, Halland     |       | 57.392573, 11.977457 | 10148200380003 | Ladda upp en bild av detta fornminne      |
| Onsala 38:4                      | Stensättning                |              | Onsala, Halland     |       | 57.392300, 11.977723 | 10148200380004 | Ladda upp en bild av detta fornminne      |
| Onsala 39:1                      | Röse                        |              | Onsala, Halland     |       | 57.389250, 11.967048 | 10148200390001 | Ladda upp en bild av detta fornminne      |
| Onsala 39:2                      | Stensättning                |              | Onsala, Halland     |       | 57.389146, 11.966925 | 10148200390002 | Ladda upp en bild av detta fornminne      |
| Fjällröset (Onsala 40:1)         | Röse                        |              | Onsala, Halland     |       | 57.383443, 11.959352 | 10148200400001 | Ladda upp en bild av detta fornminne      |
| Onsala 41:1                      | Röse                        |              | Onsala, Halland     |       | 57.378057, 11.960542 | 10148200410001 | Ladda upp en bild av detta fornminne      |
| Onsala 42:1                      | Röse                        |              | Onsala, Halland     |       | 57.372266, 11.977333 | 10148200420001 | Ladda upp en bild av detta fornminne      |
| Onsala 44:1                      | Röse                        |              | Onsala, Halland     |       | 57.356178, 11.955329 | 10148200440001 | Ladda upp en bild av detta fornminne      |
| Danska kyrkogården (Onsala 45:1) | Begravningsplats            |              | Onsala, Halland     |       | 57.357511, 11.957696 | 10148200450001 | Ladda upp en bild av detta fornminne      |
| Onsala 47:1                      | Röse                        |              | Onsala, Halland     |       | 57.395667, 11.954606 | 10148200470001 | Ladda upp en bild av detta fornminne      |
| Onsala 49:1                      | Röse                        |              | Onsala, Halland     |       | 57.343686, 11.964322 | 10148200490001 | Ladda upp en bild av detta fornminne      |
| Malörös (Onsala 50:1)            | Röse                        |              | Onsala, Halland     |       | 57.342109, 11.964291 | 10148200500001 | Ladda upp en bild av detta fornminne      |
| Malörös (Onsala 50:2)            | Stensättning                |              | Onsala, Halland     |       | 57.342624, 11.964228 | 10148200500002 | Ladda upp en bild av detta fornminne      |
| Malörös (Onsala 50:3)            | Röse                        |              | Onsala, Halland     |       | 57.342872, 11.964258 | 10148200500003 | Ladda upp en bild av detta fornminne      |
| Danska kyrkogården (Onsala 51:1) | Begravningsplats            |              | Onsala, Halland     |       | 57.343930, 11.956599 | 10148200510001 | Ladda upp en bild av detta fornminne      |
| Onsala 54:1                      | Röse                        |              | Onsala, Halland     |       | 57.355455, 11.963790 | 10148200540001 | Ladda upp en bild av detta fornminne      |
| Onsala 55:1                      | Stensättning                |              | Onsala, Halland     |       | 57.354408, 11.963816 | 10148200550001 | Ladda upp en bild av detta fornminne      |
| Onsala 56:1                      | Röse                        |              | Onsala, Halland     |       | 57.352654, 11.962869 | 10148200560001 | Ladda upp en bild av detta fornminne      |
| Onsala 57:1                      | Stensättning                |              | Onsala, Halland     |       | 57.391694, 11.947783 | 10148200570001 | Ladda upp en bild av detta fornminne      |
| Onsala 58:1                      | Röse                        |              | Onsala, Halland     |       | 57.390121, 11.942142 | 10148200580001 | Ladda upp en bild av detta fornminne      |
| Onsala 59:1                      | Röse                        |              | Onsala, Halland     |       | 57.400597, 11.958217 | 10148200590001 | Ladda upp en bild av detta fornminne      |
| Onsala 61:1                      | Stensättning                |              | Onsala, Halland     |       | 57.390161, 11.964175 | 10148200610001 | Ladda upp en bild av detta fornminne      |
| Onsala 62:1                      | Röse                        |              | Onsala, Halland     |       | 57.398932, 11.935221 | 10148200620001 | Ladda upp en bild av detta fornminne      |
| Onsala 62:2                      | Röse                        |              | Onsala, Halland     |       | 57.398887, 11.935481 | 10148200620002 | Ladda upp en bild av detta fornminne      |
| Onsala 63:1                      | Röse                        |              | Onsala, Halland     |       | 57.397960, 11.936770 | 10148200630001 | Ladda upp en bild av detta fornminne      |
| Onsala 64:1                      | Röse                        |              | Onsala, Halland     |       | 57.400040, 11.931220 | 10148200640001 | Ladda upp en bild av detta fornminne      |
| Onsala 65:1                      | Stensättning                |              | Onsala, Halland     |       | 57.400227, 11.929688 | 10148200650001 | Ladda upp en bild av detta fornminne      |
| Onsala 66:1                      | Röse                        |              | Onsala, Halland     |       | 57.399589, 11.928383 | 10148200660001 | Ladda upp en bild av detta fornminne      |
| Onsala 66:2                      | Röse                        |              | Onsala, Halland     |       | 57.399738, 11.929224 | 10148200660002 | Ladda upp en bild av detta fornminne      |
| Onsala 67:1                      | Röse                        |              | Onsala, Halland     |       | 57.400152, 11.928360 | 10148200670001 | Ladda upp en bild av detta fornminne      |
| Rämnö kummel (Onsala 68:1)       | Röse                        |              | Onsala, Halland     |       | 57.365682, 12.047084 | 10148200680001 | Ladda upp en bild av detta fornminne      |
| Onsala 70:1                      | Röse                        |              | Onsala, Halland     |       | 57.401638, 11.931912 | 10148200700001 | Ladda upp en bild av detta fornminne      |
| Onsala 71:1                      | Röse                        |              | Onsala, Halland     |       | 57.407057, 11.932365 | 10148200710001 | Ladda upp en bild av detta fornminne      |
| Onsala 72:1                      | Stensättning                |              | Onsala, Halland     |       | 57.405637, 11.927123 | 10148200720001 | Ladda upp en bild av detta fornminne      |
| Onsala 73:1                      | Röse                        |              | Onsala, Halland     |       | 57.414293, 11.924438 | 10148200730001 | Ladda upp en bild av detta fornminne      |
| Onsala 73:2                      | Röse                        |              | Onsala, Halland     |       | 57.414161, 11.924330 | 10148200730002 | Ladda upp en bild av detta fornminne      |
| Onsala 73:3                      | Gravhägnad                  |              | Onsala, Halland     |       | 57.413997, 11.924291 | 10148200730003 | Ladda upp en bild av detta fornminne      |
| Onsala 75:1                      | Fiskeläge                   |              | Onsala, Halland     |       | 57.371138, 11.931331 | 10148200750001 | Ladda upp en bild av detta fornminne      |
| Onsala 76:1                      | Stensättning                |              | Onsala, Halland     |       | 57.416227, 11.923652 | 10148200760001 | Ladda upp en bild av detta fornminne      |
| Onsala 78:1                      | Röse                        |              | Onsala, Halland     |       | 57.417302, 11.917964 | 10148200780001 | Ladda upp en bild av detta fornminne      |
| Onsala 79:1                      | Röse                        |              | Onsala, Halland     |       | 57.414067, 11.919505 | 10148200790001 | Ladda upp en bild av detta fornminne      |
| Onsala 79:2                      | Stensättning                |              | Onsala, Halland     |       | 57.414068, 11.919266 | 10148200790002 | Ladda upp en bild av detta fornminne      |
| Onsala 79:4                      | Stensättning                |              | Onsala, Halland     |       | 57.414147, 11.918888 | 10148200790004 | Ladda upp en bild av detta fornminne      |
| Onsala 80:1                      | Fiskeläge                   |              | Onsala, Halland     |       | 57.412586, 11.910074 | 10148200800001 | Ladda upp en bild av detta fornminne      |
| Onsala 81:1                      | Röse                        |              | Onsala, Halland     |       | 57.419409, 11.912460 | 10148200810001 | Ladda upp en bild av detta fornminne      |
| Onsala 82:1                      | Röse                        |              | Onsala, Halland     |       | 57.419168, 11.914777 | 10148200820001 | Ladda upp en till bild av detta fornminne |
| Halsaröset (Onsala 83:1)         | Röse                        |              | Onsala, Halland     |       | 57.424576, 11.927418 | 10148200830001 | Ladda upp en bild av detta fornminne      |
| Onsala 84:1                      | Röse                        |              | Onsala, Halland     |       | 57.429610, 11.929999 | 10148200840001 | Ladda upp en bild av detta fornminne      |
| Kärrborös (Onsala 85:1)          | Röse                        |              | Onsala, Halland     |       | 57.426017, 11.940031 | 10148200850001 | Ladda upp en bild av detta fornminne      |
| Kärrborös (Onsala 85:2)          | Stensättning                |              | Onsala, Halland     |       | 57.425837, 11.939555 | 10148200850002 | Ladda upp en bild av detta fornminne      |
| Onsala 87:1                      | Röse                        |              | Onsala, Halland     |       | 57.397356, 11.939897 | 10148200870001 | Ladda upp en bild av detta fornminne      |
| Onsala 89:1                      | Röse                        |              | Onsala, Halland     |       | 57.421411, 11.954225 | 10148200890001 | Ladda upp en bild av detta fornminne      |
| Onsala 90:1                      | Röse                        |              | Onsala, Halland     |       | 57.420665, 11.972729 | 10148200900001 | Ladda upp en bild av detta fornminne      |
| Onsala 90:2                      | Stensättning                |              | Onsala, Halland     |       | 57.420450, 11.972879 | 10148200900002 | Ladda upp en bild av detta fornminne      |
| Onsala 91:1                      | Röse                        |              | Onsala, Halland     |       | 57.421807, 11.970950 | 10148200910001 | Ladda upp en bild av detta fornminne      |
| Onsala 92:1                      | Röse                        |              | Onsala, Halland     |       | 57.425940, 11.971491 | 10148200920001 | Ladda upp en bild av detta fornminne      |
| Onsala 93:1                      | Röse                        |              | Onsala, Halland     |       | 57.427776, 11.960690 | 10148200930001 | Ladda upp en bild av detta fornminne      |
| Onsala 93:2                      | Stensättning                |              | Onsala, Halland     |       | 57.427503, 11.960492 | 10148200930002 | Ladda upp en bild av detta fornminne      |
| Onsala 94:1                      | Hög                         |              | Onsala, Halland     |       | 57.427663, 11.963743 | 10148200940001 | Ladda upp en bild av detta fornminne      |
| Onsala 94:2                      | Hög                         |              | Onsala, Halland     |       | 57.427667, 11.963966 | 10148200940002 | Ladda upp en bild av detta fornminne      |
| Onsala 94:3                      | Stensättning                |              | Onsala, Halland     |       | 57.427669, 11.964292 | 10148200940003 | Ladda upp en bild av detta fornminne      |
| Onsala 94:4                      | Stensättning                |              | Onsala, Halland     |       | 57.427507, 11.963291 | 10148200940004 | Ladda upp en bild av detta fornminne      |
| Onsala 94:5                      | Stensättning                |              | Onsala, Halland     |       | 57.427498, 11.963945 | 10148200940005 | Ladda upp en bild av detta fornminne      |
| Onsala 96:1                      | Gravfält                    |              | Onsala, Halland     |       | 57.425388, 12.014082 | 10148200960001 | Ladda upp en bild av detta fornminne      |
| Onsala 97:1                      | Hög                         |              | Onsala, Halland     |       | 57.422253, 12.017297 | 10148200970001 | Ladda upp en bild av detta fornminne      |
| Onsala 98:1                      | Gravfält                    |              | Onsala, Halland     |       | 57.422175, 12.016479 | 10148200980001 | Ladda upp en bild av detta fornminne      |
| Onsala 99:1                      | Fornborg                    |              | Onsala, Halland     |       | 57.416061, 11.972253 | 10148200990001 | Ladda upp en bild av detta fornminne      |
| Onsala 102:1                     | Hög                         |              | Onsala, Halland     |       | 57.423892, 12.016516 | 10148201020001 | Ladda upp en bild av detta fornminne      |
| Onsala 102:4                     | Hög                         |              | Onsala, Halland     |       | 57.423283, 12.016970 | 10148201020004 | Ladda upp en bild av detta fornminne      |
| Onsala 103:1                     | Hög                         |              | Onsala, Halland     |       | 57.412026, 11.969220 | 10148201030001 | Ladda upp en bild av detta fornminne      |
| Onsala 104:1                     | Stensättning                |              | Onsala, Halland     |       | 57.411081, 11.967749 | 10148201040001 | Ladda upp en bild av detta fornminne      |
| Onsala 105:1                     | Stensättning                |              | Onsala, Halland     |       | 57.400721, 11.995319 | 10148201050001 | Ladda upp en bild av detta fornminne      |
| Onsala 106:1                     | Röse                        |              | Onsala, Halland     |       | 57.400523, 11.997399 | 10148201060001 | Ladda upp en bild av detta fornminne      |
| Onsala 106:2                     | Stensättning                |              | Onsala, Halland     |       | 57.400636, 11.997455 | 10148201060002 | Ladda upp en bild av detta fornminne      |
| Onsala 106:3                     | Stensättning                |              | Onsala, Halland     |       | 57.400705, 11.997652 | 10148201060003 | Ladda upp en bild av detta fornminne      |
| Onsala 106:4                     | Stensättning                |              | Onsala, Halland     |       | 57.400766, 11.997852 | 10148201060004 | Ladda upp en bild av detta fornminne      |
| Onsala 106:5                     | Stensättning                |              | Onsala, Halland     |       | 57.401155, 11.997706 | 10148201060005 | Ladda upp en bild av detta fornminne      |
| Onsala 106:6                     | Stensättning                |              | Onsala, Halland     |       | 57.401264, 11.997605 | 10148201060006 | Ladda upp en bild av detta fornminne      |
| Onsala 108:1                     | Stensättning                |              | Onsala, Halland     |       | 57.400158, 12.000524 | 10148201080001 | Ladda upp en bild av detta fornminne      |
| Onsala 110:1                     | Röse                        |              | Onsala, Halland     |       | 57.395984, 11.930384 | 10148201100001 | Ladda upp en bild av detta fornminne      |
| Onsala 111:1                     | Röse                        |              | Onsala, Halland     |       | 57.397661, 11.920017 | 10148201110001 | Ladda upp en bild av detta fornminne      |
| Onsala 112:1                     | Röse                        |              | Onsala, Halland     |       | 57.396930, 11.920169 | 10148201120001 | Ladda upp en bild av detta fornminne      |
| Onsala 113:1                     | Stensättning                |              | Onsala, Halland     |       | 57.405111, 11.925914 | 10148201130001 | Ladda upp en bild av detta fornminne      |
| Onsala 114:1                     | Stensättning                |              | Onsala, Halland     |       | 57.404925, 11.929085 | 10148201140001 | Ladda upp en bild av detta fornminne      |
| Onsala 119:1                     | Fiskeläge                   |              | Onsala, Halland     |       | 57.424674, 11.901890 | 10148201190001 | Ladda upp en bild av detta fornminne      |
| Onsala 120:1                     | Stensättning                |              | Onsala, Halland     |       | 57.391644, 11.954269 | 10148201200001 | Ladda upp en bild av detta fornminne      |
| Onsala 121:1                     | Stensättning                |              | Onsala, Halland     |       | 57.388664, 11.959718 | 10148201210001 | Ladda upp en bild av detta fornminne      |
| Onsala 124:1                     | Stensättning                |              | Onsala, Halland     |       | 57.368279, 11.961703 | 10148201240001 | Ladda upp en bild av detta fornminne      |
| Onsala 125:1                     | Stensättning                |              | Onsala, Halland     |       | 57.360637, 11.948699 | 10148201250001 | Ladda upp en bild av detta fornminne      |
| Onsala 126:1                     | Stensättning                |              | Onsala, Halland     |       | 57.390785, 11.977680 | 10148201260001 | Ladda upp en bild av detta fornminne      |
| Onsala 128:1                     | Röse                        |              | Onsala, Halland     |       | 57.387140, 11.988600 | 10148201280001 | Ladda upp en bild av detta fornminne      |
| Onsala 130:1                     | Fornborg                    |              | Onsala, Halland     |       | 57.379015, 11.984610 | 10148201300001 | Ladda upp en bild av detta fornminne      |
| Onsala 131:1                     | Stensättning                |              | Onsala, Halland     |       | 57.381198, 11.982329 | 10148201310001 | Ladda upp en bild av detta fornminne      |
| Onsala 132:2                     | Stensättning                |              | Onsala, Halland     |       | 57.385008, 11.991977 | 10148201320002 | Ladda upp en bild av detta fornminne      |
| Onsala 132:3                     | Stensättning                |              | Onsala, Halland     |       | 57.384845, 11.991166 | 10148201320003 | Ladda upp en bild av detta fornminne      |
| Onsala 132:4                     | Stensättning                |              | Onsala, Halland     |       | 57.384779, 11.990396 | 10148201320004 | Ladda upp en bild av detta fornminne      |
| Onsala 132:5                     | Stensättning                |              | Onsala, Halland     |       | 57.384388, 11.990504 | 10148201320005 | Ladda upp en bild av detta fornminne      |
| Onsala 139:1                     | Stensättning                |              | Onsala, Halland     |       | 57.405805, 11.993907 | 10148201390001 | Ladda upp en bild av detta fornminne      |
| Onsala 140:1                     | Stensättning                |              | Onsala, Halland     |       | 57.407581, 11.990705 | 10148201400001 | Ladda upp en bild av detta fornminne      |
| Onsala 141:1                     | Stensättning                |              | Onsala, Halland     |       | 57.409222, 11.989216 | 10148201410001 | Ladda upp en bild av detta fornminne      |
| Onsala 142:1                     | Stensättning                |              | Onsala, Halland     |       | 57.402476, 11.982277 | 10148201420001 | Ladda upp en bild av detta fornminne      |
| Onsala 143:1                     | Stensättning                |              | Onsala, Halland     |       | 57.402454, 11.980791 | 10148201430001 | Ladda upp en bild av detta fornminne      |
| Onsala 144:1                     | Stensättning                |              | Onsala, Halland     |       | 57.415361, 12.000406 | 10148201440001 | Ladda upp en bild av detta fornminne      |
| Onsala 145:1                     | Stensättning                |              | Onsala, Halland     |       | 57.416584, 11.992544 | 10148201450001 | Ladda upp en bild av detta fornminne      |
| Onsala 146:1                     | Stensättning                |              | Onsala, Halland     |       | 57.418281, 11.991430 | 10148201460001 | Ladda upp en bild av detta fornminne      |
| Onsala 148:1                     | Stensättning                |              | Onsala, Halland     |       | 57.419359, 11.988142 | 10148201480001 | Ladda upp en bild av detta fornminne      |
| Onsala 148:2                     | Stensättning                |              | Onsala, Halland     |       | 57.419211, 11.988976 | 10148201480002 | Ladda upp en bild av detta fornminne      |
| Onsala 149:1                     | Stensättning                |              | Onsala, Halland     |       | 57.416545, 11.979441 | 10148201490001 | Ladda upp en bild av detta fornminne      |
| Onsala 150:1                     | Stensättning                |              | Onsala, Halland     |       | 57.417598, 11.979657 | 10148201500001 | Ladda upp en bild av detta fornminne      |
| Onsala 151:1                     | Stensättning                |              | Onsala, Halland     |       | 57.417741, 11.977028 | 10148201510001 | Ladda upp en bild av detta fornminne      |
| Onsala 154:1                     | Stensättning                |              | Onsala, Halland     |       | 57.422372, 11.993780 | 10148201540001 | Ladda upp en bild av detta fornminne      |
| Onsala 157:1                     | Hög                         |              | Onsala, Halland     |       | 57.427344, 12.013327 | 10148201570001 | Ladda upp en bild av detta fornminne      |
| Onsala 157:2                     | Hög                         |              | Onsala, Halland     |       | 57.427625, 12.013404 | 10148201570002 | Ladda upp en bild av detta fornminne      |
| Onsala 157:3                     | Gravfält                    |              | Onsala, Halland     |       | 57.428019, 12.012508 | 10148201570003 | Ladda upp en bild av detta fornminne      |
| Onsala 158:1                     | Stensättning                |              | Onsala, Halland     |       | 57.427345, 12.004576 | 10148201580001 | Ladda upp en bild av detta fornminne      |
| Onsala 159:1                     | Stensättning                |              | Onsala, Halland     |       | 57.434520, 12.008226 | 10148201590001 | Ladda upp en bild av detta fornminne      |
| Onsala 160:1                     | Röse                        |              | Onsala, Halland     |       | 57.427878, 11.990608 | 10148201600001 | Ladda upp en bild av detta fornminne      |
| Onsala 161:1                     | Hög                         |              | Onsala, Halland     |       | 57.426485, 11.983555 | 10148201610001 | Ladda upp en bild av detta fornminne      |
| Onsala 163:1                     | Stensättning                |              | Onsala, Halland     |       | 57.404624, 11.948642 | 10148201630001 | Ladda upp en bild av detta fornminne      |
| Onsala 164:1                     | Stensättning                |              | Onsala, Halland     |       | 57.406590, 11.949557 | 10148201640001 | Ladda upp en bild av detta fornminne      |
| Onsala 165:1                     | Stensättning                |              | Onsala, Halland     |       | 57.407303, 11.948788 | 10148201650001 | Ladda upp en bild av detta fornminne      |
| Onsala 166:1                     | Stensättning                |              | Onsala, Halland     |       | 57.408873, 11.949217 | 10148201660001 | Ladda upp en bild av detta fornminne      |
| Onsala 167:1                     | Stensättning                |              | Onsala, Halland     |       | 57.408111, 11.943130 | 10148201670001 | Ladda upp en bild av detta fornminne      |
| Onsala 168:1                     | Stensättning                |              | Onsala, Halland     |       | 57.410314, 11.955633 | 10148201680001 | Ladda upp en bild av detta fornminne      |
| Onsala 169:1                     | Fiskeläge                   |              | Onsala, Halland     |       | 57.414331, 11.920831 | 10148201690001 | Ladda upp en bild av detta fornminne      |
| Onsala 171:1                     | Stensättning                |              | Onsala, Halland     |       | 57.410739, 11.934156 | 10148201710001 | Ladda upp en bild av detta fornminne      |
| Onsala 172:1                     | Stensättning                |              | Onsala, Halland     |       | 57.413178, 11.933690 | 10148201720001 | Ladda upp en bild av detta fornminne      |
| Onsala 173:1                     | Stensättning                |              | Onsala, Halland     |       | 57.409055, 11.936649 | 10148201730001 | Ladda upp en bild av detta fornminne      |
| Onsala 174:1                     | Gravfält                    |              | Onsala, Halland     |       | 57.413255, 11.972671 | 10148201740001 | Ladda upp en bild av detta fornminne      |
| Onsala 175:1                     | Stensättning                |              | Onsala, Halland     |       | 57.416714, 11.975878 | 10148201750001 | Ladda upp en bild av detta fornminne      |
| Onsala 176:1                     | Stenkrets                   |              | Onsala, Halland     |       | 57.420146, 11.960920 | 10148201760001 | Ladda upp en bild av detta fornminne      |
| Onsala 176:2                     | Grav markerad av sten/block |              | Onsala, Halland     |       | 57.420026, 11.960721 | 10148201760002 | Ladda upp en bild av detta fornminne      |
| Onsala 176:3                     | Grav markerad av sten/block |              | Onsala, Halland     |       | 57.419965, 11.960717 | 10148201760003 | Ladda upp en bild av detta fornminne      |
| Onsala 177:1                     | Stensättning                |              | Onsala, Halland     |       | 57.420446, 11.958123 | 10148201770001 | Ladda upp en bild av detta fornminne      |
| Onsala 177:2                     | Hög                         |              | Onsala, Halland     |       | 57.420557, 11.957999 | 10148201770002 | Ladda upp en bild av detta fornminne      |
| Onsala 178:1                     | Stensättning                |              | Onsala, Halland     |       | 57.425120, 11.965097 | 10148201780001 | Ladda upp en bild av detta fornminne      |
| Onsala 179:1                     | Röse                        |              | Onsala, Halland     |       | 57.426707, 11.969900 | 10148201790001 | Ladda upp en bild av detta fornminne      |
| Onsala 180:1                     | Stensättning                |              | Onsala, Halland     |       | 57.426584, 11.952594 | 10148201800001 | Ladda upp en bild av detta fornminne      |
| Onsala 182:1                     | Röse                        |              | Onsala, Halland     |       | 57.424072, 11.941897 | 10148201820001 | Ladda upp en bild av detta fornminne      |
| Onsala 183:1                     | Stensättning                |              | Onsala, Halland     |       | 57.426775, 11.940583 | 10148201830001 | Ladda upp en bild av detta fornminne      |
| Onsala 184:1                     | Stensättning                |              | Onsala, Halland     |       | 57.427590, 11.939310 | 10148201840001 | Ladda upp en bild av detta fornminne      |
| Onsala 185:1                     | Stensättning                |              | Onsala, Halland     |       | 57.428866, 11.937121 | 10148201850001 | Ladda upp en bild av detta fornminne      |
| Onsala 185:2                     | Stensättning                |              | Onsala, Halland     |       | 57.428621, 11.937827 | 10148201850002 | Ladda upp en bild av detta fornminne      |
| Onsala 187:1                     | Röse                        |              | Onsala, Halland     |       | 57.430150, 11.934274 | 10148201870001 | Ladda upp en bild av detta fornminne      |
| Onsala 189:1                     | Stensättning                |              | Onsala, Halland     |       | 57.420463, 11.947037 | 10148201890001 | Ladda upp en bild av detta fornminne      |
| Onsala 190:1                     | Röse                        |              | Onsala, Halland     |       | 57.421444, 11.947765 | 10148201900001 | Ladda upp en bild av detta fornminne      |
| Onsala 239:1                     | Grav markerad av sten/block |              | Onsala, Halland     |       | 57.430394, 11.990069 | 10148202390001 | Ladda upp en bild av detta fornminne      |
| Onsala 240:2                     | Stensättning                |              | Onsala, Halland     |       | 57.399680, 11.959538 | 10148202400002 | Ladda upp en bild av detta fornminne      |
| Onsala 246:1                     | Stensättning                |              | Onsala, Halland     |       | 57.402928, 11.951682 | 10148202460001 | Ladda upp en bild av detta fornminne      |
| Onsala 254:1                     | Fiskeläge                   |              | Onsala, Halland     |       | 57.424173, 11.905030 | 10148202540001 | Ladda upp en bild av detta fornminne      |
| Onsala 262:1                     | Fiskeläge                   |              | Onsala, Halland     |       | 57.379450, 12.058890 | 10148202620001 | Ladda upp en bild av detta fornminne      |
| Onsala 264:1                     | Fiskeläge                   |              | Onsala, Halland     |       | 57.382494, 12.055455 | 10148202640001 | Ladda upp en bild av detta fornminne      |
| Onsala 265:1                     | Fiskeläge                   |              | Onsala, Halland     |       | 57.380315, 12.054560 | 10148202650001 | Ladda upp en bild av detta fornminne      |
| Onsala 272:1                     | Fiskeläge                   |              | Onsala, Halland     |       | 57.387610, 11.924899 | 10148202720001 | Ladda upp en bild av detta fornminne      |
| Onsala 273:1                     | Fiskeläge                   |              | Onsala, Halland     |       | 57.387517, 11.926376 | 10148202730001 | Ladda upp en bild av detta fornminne      |
| Onsala 277:1                     | Fiskeläge                   |              | Onsala, Halland     |       | 57.371511, 11.927655 | 10148202770001 | Ladda upp en bild av detta fornminne      |
| Onsala 278:1                     | Fiskeläge                   |              | Onsala, Halland     |       | 57.372102, 11.932107 | 10148202780001 | Ladda upp en bild av detta fornminne      |
| Onsala 279:1                     | Fiskeläge                   |              | Onsala, Halland     |       | 57.373006, 11.930583 | 10148202790001 | Ladda upp en bild av detta fornminne      |
| Onsala 280:1                     | Fiskeläge                   |              | Onsala, Halland     |       | 57.373191, 11.932861 | 10148202800001 | Ladda upp en bild av detta fornminne      |
| Onsala 290:1                     | Fiskeläge                   |              | Onsala, Halland     |       | 57.369479, 11.950112 | 10148202900001 | Ladda upp en bild av detta fornminne      |
| Onsala 296:1                     | Fiskeläge                   |              | Onsala, Halland     |       | 57.336739, 11.961569 | 10148202960001 | Ladda upp en bild av detta fornminne      |
| Onsala 327:1                     | Grav- och boplatsområde     |              | Onsala, Halland     |       | 57.380785, 12.017893 | 10148203270001 | Ladda upp en bild av detta fornminne      |
| Onsala 341:1                     | Stensättning                |              | Onsala, Halland     |       | 57.417131, 11.978742 | 10148203410001 | Ladda upp en bild av detta fornminne      |
| Onsala 352:1                     | Fiskeläge                   |              | Onsala, Halland     |       | 57.379256, 12.053584 | 10148203520001 | Ladda upp en bild av detta fornminne      |
| Onsala 366:1                     | Hällristning                |              | Onsala, Halland     |       | 57.412029, 12.005170 | 10148203660001 | Ladda upp en bild av detta fornminne      |
| Onsala 372:1                     | Fiskeläge                   |              | Onsala, Halland     |       | 57.384370, 11.949505 | 10148203720001 | Ladda upp en bild av detta fornminne      |